# Neaua (gmina)
Neaua – gmina w Rumunii, w okręgu Marusza. Obejmuje miejscowości Ghinești, Neaua, Rigmani, Sânsimion i Vădaș. W 2011 roku liczyła 1369 mieszkańców.